# Surabaya
Surabaya (Javanisch: ꦯꦸꦫꦧꦪ) ist die Hauptstadt der Provinz Jawa Timur (Ostjava) in Indonesien. Sie liegt auf der Nordostspitze der indonesischen Hauptinsel Java, an der Mündung des Flusses Mas. Der Name bezieht sich auf Hai (Sura) und Krokodil (Baya), die beide im Stadtwappen enthalten sind.
Nach Jakarta ist Surabaya die zweitgrößte Stadt Indonesiens. Die Hafenstadt verfügt über große Werftanlagen und zahlreiche spezialisierte Schulen im Bereich nautischer Ausbildung. Sie ist auch Basis der indonesischen Marine. Hauptexportprodukte sind Zucker, Tabak und Kaffee. In dieser großen und dynamischen Stadt bestimmen viele verschiedene Volksgruppen das Bild des alltäglichen Lebens. Obwohl die Javaner vorherrschend sind, leben in Surabaya viele Maduresen, Tionghoa-Chinesen und Araber. In Surabaya gab es seit dem frühen 20. Jahrhundert eine jüdische Gemeinde, die bis zu ihrem Abriss 2013 (unter muslimischem Druck) die einzige Synagoge in Indonesien betrieben hat.

## Geschichte

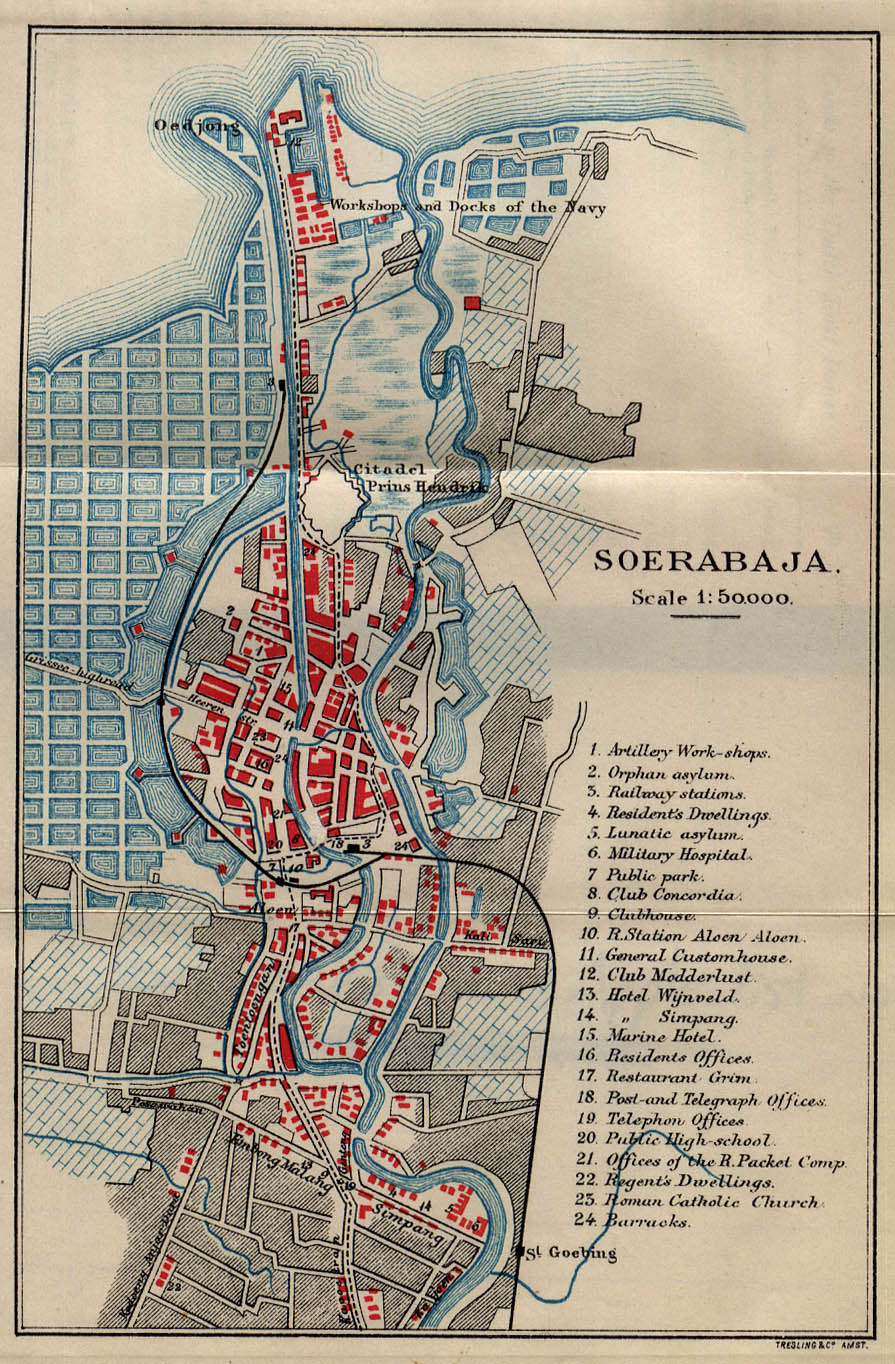
Stadtplan Surabayas von 1897

Obwohl sie mit nahezu drei Millionen Einwohnern die zweitgrößte Stadt Indonesiens ist, liegt geschichtlich noch vieles im Dunklen. Im Jahre 1975 legte der damalige Bürgermeister der Stadt, Suparno, den 31. Mai 1293 als den offiziellen Gründungstag der Stadt fest, der seitdem auch regelmäßig begangen wird.
Anfang des 10. Jahrhunderts verlegte der König von Mataram seine Residenz aus Zentraljava in das Delta des Brantas und somit in die Umgebung des heutigen Surabaya. Ursächlich für diesen Umzug war neben dem Ausbruch des Merapi im Jahr 928/29 die zunehmende Bedeutung des Seehandels in der Region. Im ersten Viertel des 11. Jahrhunderts konnte König Airlangga das zusehends dominante Srivijaya noch erfolgreich abwehren. Im Jahr 1045 teilte er das Reich unter seinen Söhnen auf. Ein knappes Jahrhundert später vereinigten sich die beiden Hälften unter dem Herrscher Jayabaya zum Königreich Kediri. Dieses wurde 1222 vom Herrscher von Tumapel, Ken Angrok, besiegt und ging im neuen Königreich Singhasari auf, wobei die Hauptstadt nahe dem heutigen Malang positioniert wurde. Nachdem Raden Wijaya im Jahr 1292 die Invasion des Kublai Khan in Java zurückgeschlagen hatte, gründete er südlich des Brantasdeltas und von Surabaya die Siedlung Majapahit, aus der die gleichnamige Thalassokratie hervorging.
Eine verlässliche Geschichtsschreibung für Surabaya gibt es erst seit der Machtübernahme durch die Niederländische Ostindien-Kompanie (VOC). Diese kam am 11. November 1743 durch einen Vertrag zwischen dem Sultan von Mataram, Paku Buwono II., und der VOC zustande. Bis zum Jahre 1900 ging die Entwicklung Surabayas nur sehr schleppend voran. Die Holländer zeigten wenig Interesse, die Stadt zu entwickeln. So hatte Surabaya nur den Rang einer Residenzstadt. Das Regierungsgebäude, die Residenz, befand sich auf der Westseite der berühmten „Roten Brücke“ (Jembatan Merah). Diese Brücke teilte damals die westliche (europäische) Bevölkerung Surabayas (niederl.: Europeesche Wijk) von den Malaien, Chinesen und Arabern (niederl.: Vremde Oosterlingen), die auf der Ostseite der Brücke leben mussten. Eigentlich beschränkte sich das damalige Stadtzentrum von Surabaya nur auf das Gebiet um die „Rote Brücke“.

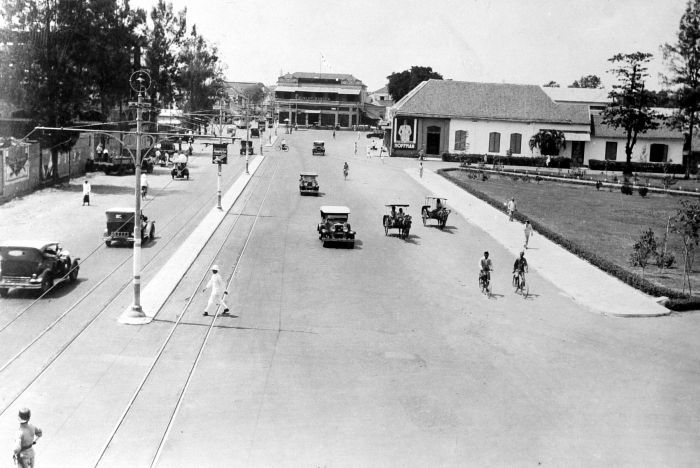
Surabaya im Jahr 1930

Als die Stadt im Jahr 1905 zur Gemeinde (niederl.: Gemeente) erklärt wurde, setzte langsam eine Entwicklung in Richtung Süden ein. In der relativ kurzen Zeit bis 1920 entstanden die Stadtteile Darmo, Gubeng, Sawahan und Ketabang. Nachdem im Jahr 1926 Surabaya zur Hauptstadt der Provinz Ostjava wurde, entwickelte die Stadt sich zu einer modernen Großstadt.
Von 1942 bis 1945 stand Surabaya unter japanischer Herrschaft. Während dieser drei Jahre Besatzungszeit kam die Entwicklung der Stadt völlig zum Erliegen.
Im Jahre 1945 erhielt Surabaya den Beinamen „Heldenstadt“. Dies ist eine Anerkennung für den heldenhaften und zähen Kampf der Einwohner dieser Stadt gegen gleich drei Besatzungsmächte (Niederländer, Japaner und Engländer). Dieser Kampf kostete unzählige Opfer, führte aber letztendlich zur Befreiung Indonesiens von jahrhundertelanger Fremdherrschaft. Im damaligen Oranje-Hotel (heute: Hotel Majapahit) wurde 1945 zum ersten Mal die indonesische Nationalflagge gehisst. Wenig später, am 17. August 1945, erklärte ganz Indonesien seine Unabhängigkeit.
Im Jahre 1950 wurde Surabaya Großstadt und entwickelt sich seitdem ständig weiter.

## Geographie
Surabaya liegt im nordöstlichen Teil der langgestreckten Insel Java. Das Stadtgebiet erstreckt sich zwischen 7°09′ und 7°21′ südlicher Breite sowie 112°36′ und 112°54′ östlicher Länge. Es besteht überwiegend aus Flachland (3 – 6 m), im Süden ist ein Anstieg auf 25 bis 50 Meter erkennbar.
Im Westen grenzt das Munizipium (Kota) Surabaya an den Regierungsbezirk Giresik, im Süden an den Regierungsbezirk Sidoarjo. Im Norden und Osten bildet die Madurastraße (indonesisch Selat Madura) eine natürliche Grenze. Die Madurastraße trennt die Hauptinsel Java von der Insel Madura.

### Klima
Surabaya befindet sich in der tropischen Klimazone. Die Jahresdurchschnittstemperatur beträgt 27 °C, die jährliche Niederschlagsmenge 1284 Millimeter im Mittel.
Oktober und November gelten als besonders warme Monate, in denen das Thermometer die 36 °C-Marke überschreiten kann. Bedingt durch die hohe relative Luftfeuchtigkeit das ganze Jahr über (stets über 70 % rel. Feuchtigkeit) kann das subjektive Wetterempfinden noch heißer ausfallen. Die durchschnittlichen Tageshöchstwerte betragen im restlichen Jahr zwischen 30 °C und 34 °C. Die nächtliche Tiefsttemperaturen betragen zwischen 23 °C im Juli und August und 26 °C im Oktober und November.
Hauptregenzeit ist von Dezember bis März. Der meiste Niederschlag fällt im Zeitraum Januar bis März mit jeweils über 200 Millimetern. In dieser Zeit herrscht auch die größte Schwüle. Der wenigste Regen wird im September notiert, wo es mitunter gar nicht regnet. Ohnehin ist die Zeit von Juli bis Oktober die Zeit mit sehr geringen Niederschlagsmengen.
Der Monsun prägt das Klima; in der Zeit des Nordsommers (Mai–September) bestimmt der Südostmonsun das Wettergeschehen in Südostasien und somit auch in Surabaya. Dieser Südostmonsun ist im Gebiet von Surabaya heiß, aber relativ trocken. Im nordeuropäischen Winter hingegen beeinflusst der Nordwestmonsun das Klima in Surabaya, dieser bringt viel Regen bei minimal niedrigeren Temperaturen.
Zwischen Nordwest- und Südostmonsun liegt im März und April die Intermonsunperiode, also der „Wechsel“ der Monsune.
|                       | Jan  | Feb  | Mär  | Apr  | Mai  | Jun  | Jul  | Aug  | Sep  | Okt  | Nov  | Dez  |   |      |
| Mittl. Tagesmax. (°C) | 31,8 | 31,5 | 31,6 | 31,4 | 31,6 | 31,2 | 31,3 | 30,1 | 32,7 | 33,4 | 33,1 | 31,9 | ⌀ | 31,8 |
| Mittl. Tagesmin. (°C) | 24,1 | 24,2 | 24,0 | 24,8 | 24,1 | 23,5 | 23,0 | 22,5 | 22,9 | 23,7 | 24,1 | 23,8 | ⌀ | 23,7 |
|                       |      |      |      |      |      |      |      |      |      |      |      |      |   |      |
| Niederschlag (mm)     | 327  | 275  | 283  | 181  | 159  | 101  | 22   | 15   | 17   | 47   | 105  | 219  | Σ | 1751 |
|                       |      |      |      |      |      |      |      |      |      |      |      |      |   |      |
| Regentage (d)         | 17   | 18   | 19   | 15   | 13   | 11   | 7    | 3    | 4    | 5    | 12   | 23   | Σ | 147  |

| 24,1 |

| 24,2 |

| 24,0 |

| 24,8 |

| 24,1 |

| 23,5 |

| 23,0 |

| 22,5 |

| 22,9 |

| 23,7 |

| 24,1 |

| 23,8 |

| 24,1 |

| 24,2 |

| 24,0 |

| 24,8 |

| 24,1 |

| 23,5 |

| 23,0 |

| 22,5 |

| 22,9 |

| 23,7 |

| 24,1 |

| 23,8 |

### Stadtgliederung
Die Stadt Surabaya wird in fünf Stadtteile mit 31 Kecamatan (Distrikten) und 154 Dörfern städtischen Typs (Kelurahan) gegliedert.

Übersicht der Kecamatans von Surabaja

| Code 1           | Code 1           | Kecamatan           | Lage   | Fläche [km²] | Bevölkerung 2010 3 | Bevölkerung 2020 4 | Anzahl Kelurahan | Dichte (Einw./km²) | Sex Ratio 5                                                                                             | Kelurahan (Verwaltungssitz in kursiv)                                              |
| ---------------- | ---------------- | ------------------- | ------ | ------------ | ------------------ | ------------------ | ---------------- | ------------------ | --- | ---------------------------------------------------------------------------------- |
|                  | 35.78.14         | Tandes              |        | 11,07        | 103.084            | 87.511             | 6                | 7.905,2            | 97,4 | Balongsari, Banjar Sugihan, Karang Poh, Manukan Kulon, Manukan Wetan, Tandes       |
| 35.78.18         | Lakarsantri      |                     | 18,99  | 51.195       | 59.256             | 6                  | 3.120,4          | 99,9               | Bangkingan, Jeruk, Lakarsantri, Lidah, Kulon, Lidah Wetan, Sumur Welut                                  |                                                                                    |
| 35.78.19         | Benowo           |                     | 23,73  | 54.133       | 69.938             | 4                  | 2.947,2          | 99,9               | Kandangan, Romokalisari, Sememi, Tambak Osowilangun                                                     |                                                                                    |
| 35.78.27         | Sukomanunggal    |                     | 9,23   | 100.612      | 101.259            | 6                  | 10.970,6         | 99,0               | Putatgede, Simomulyo, Simomulyo Baru, Sonokwijenan, Sukomanunggal, Tanjungsari                          |                                                                                    |
| 35.78.28         | Asemrowo         |                     | 15,44  | 42.704       | 45.547             | 3                  | 2.949,9          | 102,1              | Asemrowo, Genting Kalianak, Tambak Sarioso                                                              |                                                                                    |
| 35.78.30         | Pakal            |                     | 22,07  | 47.404       | 59.971             | 4                  | 2.717,3          | 102,0              | Babat Jerawat, Benowo, Pakal, Sumberejo                                                                 |                                                                                    |
| 35.78.31         | Sambikerep       |                     | 23,68  | 61.101       | 63.778             | 4                  | 2.693,3          | 99,4               | Bringin, Made, Lontar, Sambikerep                                                                       |                                                                                    |
| Surabaya Barat   | Surabaya Barat   | Surabaya Barat      | 124,21 | 460.233      | 487.260            | 33                 | 3.922,9          | …                  | |                                                                                    |
|                  | 35.78.05         | Tegalsari           |        | 4,29         | 85.606             | 92.014             | 5                | 21.448,5           | 97,0 | Dr. Sutomo, Kedungdoro, Keputran, Tegalsari, Wonorejoputran tegal                  |
| 35.78.07         | Genteng          |                     | 4,04   | 46.548       | 52.924             | 5                  | 13.067,7         | 94,9               | Embong Kaliasinm, Genteng, Kapasari, Ketabang, Peneleh                                                  |                                                                                    |
| 35.78.11         | Simokerto        |                     | 2,59   | 79.319       | 86.897             | 5                  | 33.551,0         | 98,4               | Kapasan, Sidodadi, Simokerto, Simolawang, Tambakrejo                                                    |                                                                                    |
| 35.78.13         | Bubutan          |                     | 3,86   | 84.465       | 90.646             | 5                  | 23.483,4         | 97,6               | Alun-Alun Contong, Bubutan, Gundih, Jepara, Tembok Dukuh                                                |                                                                                    |
| Surabaya Pusat   | Surabaya Pusat   | Surabaya Pusat      | 14,78  | 295.938      | 322.481            | 20                 | 21.818,7         | …                  | |                                                                                    |
|                  | 35.78.01         | Karangpilang        |        | 9,23         | 72.469             | 74.796             | 4                | 8.103,6            | 101,2                                                                                                   | Karang Pilang, Kebraon. Kedurus, Warugunung                                        |
| 35.78.02         | Wonocolo         |                     | 6,78   | 80.276       | 75.315             | 5                  | 11.124,8         | 98,4               | Bendul Merisi, Jemur Wonosari, Margorejo, Sidosermo, Siwalan Kerto                                      |                                                                                    |
| 35.78.04         | Wonokromo        |                     | 8,47   | 133.211      | 144.650            | 6                  | 17.077,9         | 96,1               | Darmo, Jagir, Ngagel, Ngagelrejo, Sawunggaling, Wonokromo                                               |                                                                                    |
| 35.78.06         | Sawahan          |                     | 6,93   | 170.605      | 188.693            | 6                  | 27.228,4         | 97,1               | Banyu Urip, Kupang Krajan, Pakis, Patemon, Putat Jaya, Sawahan                                          |                                                                                    |
| 35.78.20         | Wiyung           |                     | 12,46  | 67.987       | 71.605             | 4                  | 5.746,8          | 98,8               | Babatan, Balasklumprik, Jajar Tunggal, Wiyung                                                           |                                                                                    |
| 35.78.21         | Dukuh Pakis      |                     | 9,94   | 64.249       | 56.707             | 4                  | 5.704,9          | 97,5               | Dukuh Kupang, Dukuh Pakis, Gunung Sari, Pradahkali Kendal                                               |                                                                                    |
| 35.78.22         | Gayungan         |                     | 6,07   | 42.717       | 41.289             | 4                  | 6.802,1          | 96,0               | Dukuh Menanggal, Gayungan, Ketintang, Menanggal                                                         |                                                                                    |
| 35.78.23         | Jambangan        |                     | 4,19   | 46.430       | 50.470             | 4                  | 12.045,4         | 97,9               | Jambangan, Karah, Kebonsari, Pagesangan                                                                 |                                                                                    |
| Surabaya Selatan | Surabaya Selatan | Surabaya Selatan    | 64,07  | 677.944      | 703.525            | 37                 | 10.980,6         | …                  | |                                                                                    |
|                  | 35.78.03         | Rungkut             |        | 21,08        | 121.084            | 123.757            | 6                | 5.870,8            | 97,8 | Kali Rungkut, Kedung Baruk, Medokan Ayu, Penjaringan Sari, Rungkut Kidul, Wonorejo |
| 35.78.08         | Gubeng           |                     | 7,99   | 128.127      | 123.961            | 6                  | 15.514,5         | 95,2               | Airlangga, Barata Jaya, Gubeng, Kertajaya, Mojo, Pucangsewu                                             |                                                                                    |
| 35.78.09         | Sukolilo         |                     | 23,69  | 119.873      | 110.557            | 7                  | 4.668,8          | 98,2               | Gebang Putih, Keputih, Klampisngasem, Medokan Semampir, Menur Pumpungan, Nginden Jangkungan, Semolowaru |                                                                                    |
| 35.78.10         | Tambaksari       |                     | 8,99   | 204.805      | 214.966            | 8                  | 23.911,7         | 98,1               | Dukuh Setro, Gading, Kapas Madya, Pacar Kembang, Pacar Keling, Ploso, Rangkah, Tambaksari               |                                                                                    |
| 35.78.24         | Tenggilis Mejoyo |                     | 5,52   | 72.467       | 61.187             | 4                  | 11.084,6         | 97,8               | Kendangsari, Kutisari ,Panjang Jiwo ,Tenggilis Mejoyo                                                   |                                                                                    |
| 35.78.25         | Gunung Anyar     |                     | 9,71   | 62.120       | 62.482             | 4                  | 6.434,8          | 99,8               | Gunung Anyar, Gunung Anyar Tambak, Rungkut Menanggal, Rungkut Tengah                                    |                                                                                    |
| 35.78.26         | Mulyorejo        |                     | 14,21  | 94.728       | 86.545             | 6                  | 6.090,4          | 96,9               | Dukuh Sutorejo, Kalijudan, Kalisari, Kejawan Putih Tambak, Manyar Sabrangan, Mulyorejo                  |                                                                                    |
| Surabaya Timur   | Surabaya Timur   | Surabaya Timur      | 91,19  | 803.204      | 783.455            | 41                 | 8.591,5          | …                  | |                                                                                    |
|                  | 35.78.12         | Pabean Cantikan 000 |        | 6,80         | 69.423             | 70.808             | 5                | 10.412,9           | 98,1 | Bongkaran, Krembangan Utara, Nyamplungan, Perak Timur, Perak Utara                 |
| 35.78.15         | Krembangan       |                     | 8,34   | 106.664      | 109.027            | 5                  | 13.072,8         | 98,1               | Dupak, Kemayoran, Krembangan Selatan, Morokrembangan, Perak Barat                                       |                                                                                    |
| 35.78.16         | Semampir         |                     | 8,76   | 151.429      | 172.669            | 5                  | 19.711,1         | 100,4              | Ampel, Pegirian, Sidotopo, Ujung, Wonokusumo                                                            |                                                                                    |
| 35.78.17         | Kenjeran         |                     | 7,70   | 163.438      | 181.325            | 4                  | 23.336,6         | 101,1              | Bulakbanteng, Tambakwedi, Tanah Kalikedinding, Sidotopo Wetan                                           |                                                                                    |
| 35.78.29         | Bulak            |                     | 6,72   | 37.214       | 43.764             | 4                  | 6.512,5          | 99,4               | Bulak, Kedungcowek, Kenjeran, Sukolilo Baru                                                             |                                                                                    |
| Surabaya Utara   | Surabaya Utara   | Surabaya Utara      | 38,32  | 528.168      | 577.593            | 23                 | 15.072,9         | …                  | |                                                                                    |
| 35.78            | 35.78            | Kota Surabaya       | 332,57 | 0002.765.487 | 2.874.314          | 154                | 8.795,1          | 98,4               | |                                                                                    |

## Demographie
Ende 2021 lebten in Surabaya 2.970.952 Menschen, davon 1.498.135 Frauen und 1.472.817 Männer. Die Bevölkerungsdichte beträgt 8861 Einwohner pro Quadratkilometer. 85,83 Prozent der Einwohner sind Muslime, 8,68 Prozent Protestanten, 3,87 Prozent Katholiken, 1,37 Prozent Buddhisten und 0,23 Prozent Hindus. Daneben gibt es noch vereinzelte Konfuzianer und Anhänger anderer Religionen. 46,74 Prozent der Bevölkerung sind ledig, 45,72 Prozent verheiratet, 2,39 Prozent geschieden und 5,15 Prozent verwitwet.

### Wappen
Das Wappen zieren ein Hai und ein Krokodil, welche sich um das Heldendenkmal von Surabaya schlängeln. Diese Tiere gehen auf eine Vorhersage des jawanische Königs Jayabaya zurück, der einen Kampf zwischen einem riesigen weißen Hai und einem Krokodil in seinen Visionen sah.

### Städtepartnerschaften
Surabaya listet elf Gemeindepartnerschaften auf:
| Stadt      | Land                | Datum | Typ                      |
| ---------- | ------------------- | ----- | ------------------------ |
| Busan      | Südkorea            | 1994  | Kooperationsvereinbarung |
| Guangzhou  | Volksrepublik China | 2005  | Kooperationsvereinbarung |
| Jiangmen   | Volksrepublik China | 2012  | Absichtserklärung        |
| Kitakyūshū | Japan               | 2012  | Kooperationsvereinbarung |
| Kōchi      | Japan               | 1997  | Kooperationsvereinbarung |
| Marseille  | Frankreich          | 2007  | Absichtserklärung        |
| Monterrey  | Mexiko              | 2001  | Kooperationsvereinbarung |
| Seattle    | Vereinigte Staaten  | 1992  | Kooperationsvereinbarung |
| Shah Alam  | Malaysia            | 2009  | Absichtserklärung        |
| Warna      | Bulgarien           | 2010  | Kooperationsvereinbarung |
| Xiamen     | Volksrepublik China | 2006  | Kooperationsvereinbarung |

## Kultur und Wirtschaft

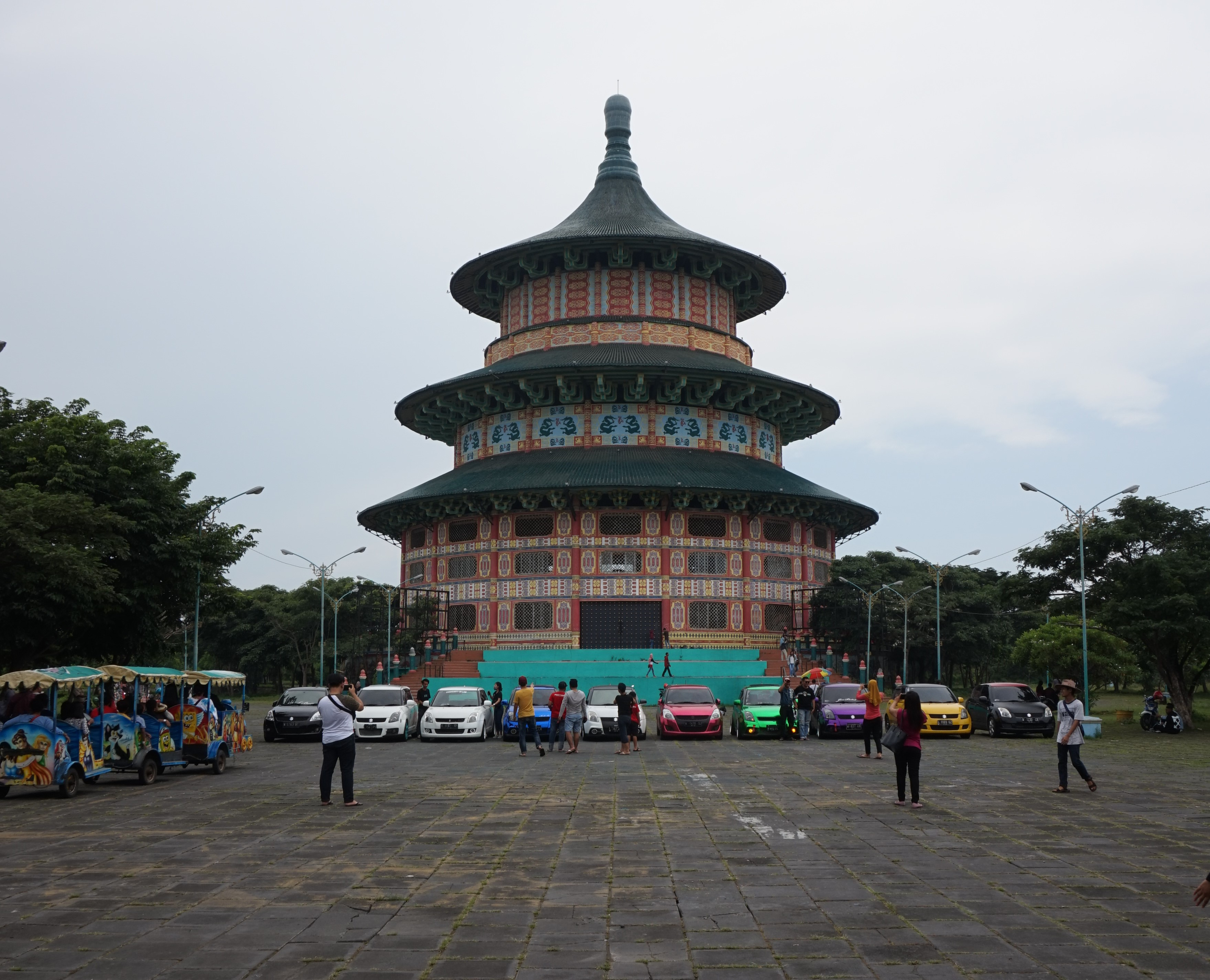
Tian Ti Pagode im Kenjeran Park

### Sehenswürdigkeiten
- Balai Kota, die Stadthalle.Gebäudekomplex auf dem Campus der Universitas Kristen Petra

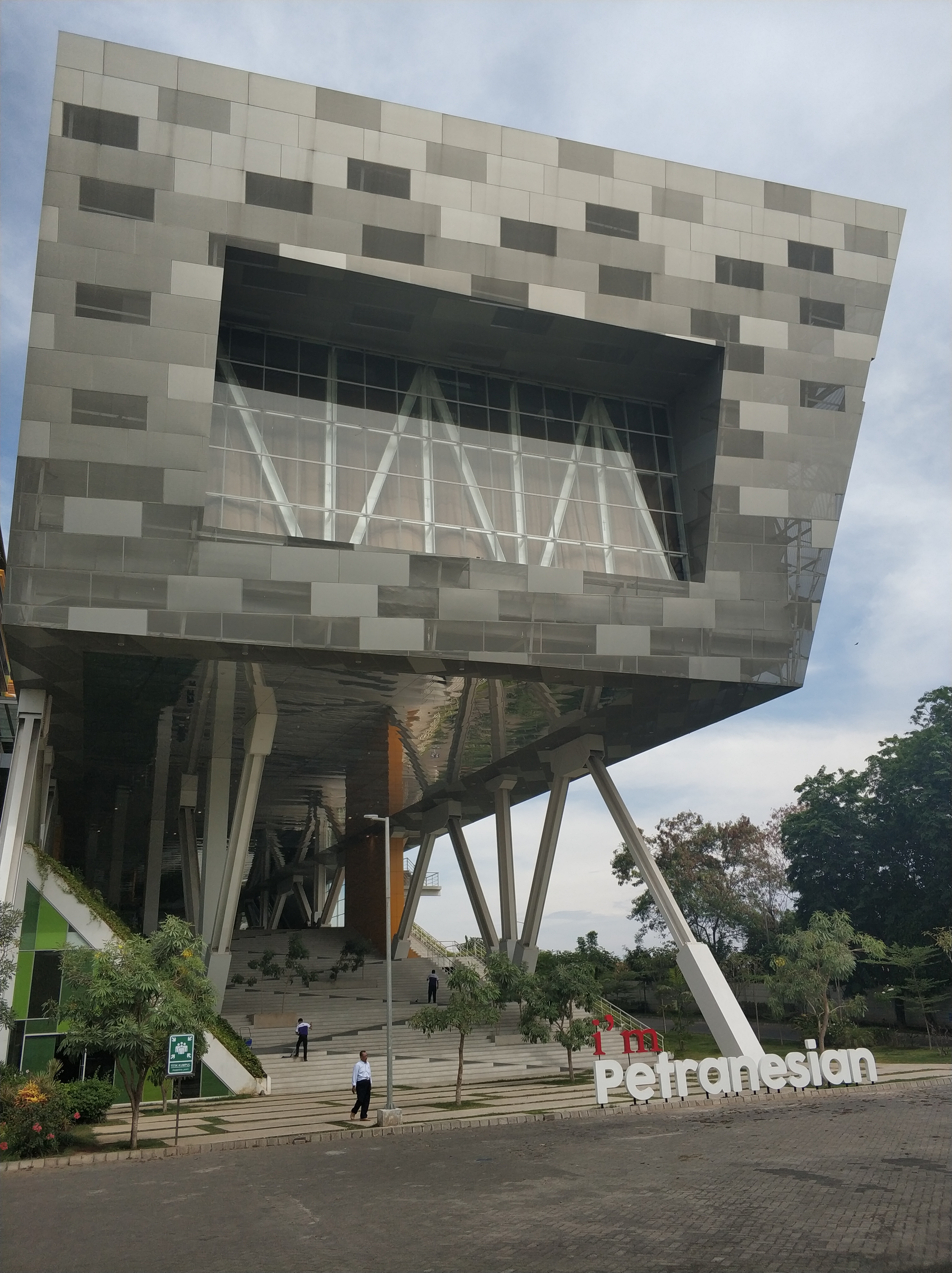
Gebäudekomplex auf dem Campus der Universitas Kristen Petra

- Balai Pemuda, eine Halle der Jugend, Ausstellungsgelände mit vielen interessanten Veranstaltungen.
- Jembatan Merah, eine rote Brücke im Zentrum Surabayas und Schauplatz im Unabhängigkeitskrieg.[8]
- Hotel Majapahit, ein historisches Hotel aus der kolonialen Zeit.
- House of Sampoerna, eine ehemalige Zigarettenfabrik, in der heute ein Museum beheimatet ist.
- Monumen kapal selam „Monkasel“, ein stillgelegtes U-Boot und Denkmal des Widerstandes.
- Pantai Kenjeran „Pantai Ria“, die Strandpromenade von Surabaya.
- Kebun Binatang „Bonbin Surabaya“, der Zoo. Er steht wegen seiner Haltungsbedingungen seit vielen Jahren in der Kritik.
- Kenjeran Park, ein großer Park an der Küste Surabayas mit buddhistischem Tempel und der Tian Ti-Pagode.
- Jembatan Suramadu, die Brücke, die die Inseln Java und Madura verbindet.
- Masjid Agung Al-Akbar, die große Moschee von Surabaya.
- Masjid Ampel, älteste Moschee Jawa Timurs, die von Sunan Ampel errichtet wurde.
- Masjid Muhammad Cheng Hoo, eine Moschee im chinesischen Stil, die nach dem Admiral Zheng He benannt wurde.
- Tugu Pahlawan, eine Siegessäule zu Ehren der Helden im Indonesischen Unabhängigkeitskrieg.

### Universitäten
- Technologisches Institut 10. November (ITS, Institut Teknologi Sepuluh Nopember)
- Airlangga-Universität (Unair)
- Landesuniversität Surabaya (UNESA, Universitas Negeri Surabaya)
- Islamische Landesuniversität Sunan Ampel (IAIN, Institut Agama Islam Negeri Sunan Ampel)
- Surabaya-Universität (Ubaya)
- Bhayangkara-Universität (Ubhara)
- Hang-Tuah-Universität (UHT)
- 17. August 1945-Universität (UNTAG)
- Katholische Widya-Mandala-Universität (UKWM)
- Technologisches Institut Adhi Tama (ITATS, Institut Teknologi Adhi Tama Surabaya)
- Hochschule für Technik (STTS, Sekolah Tinggih Teknik Surabaya)Gelora-Bung-Tomo-Stadion, Heimstätte von Persebaya Surabaya

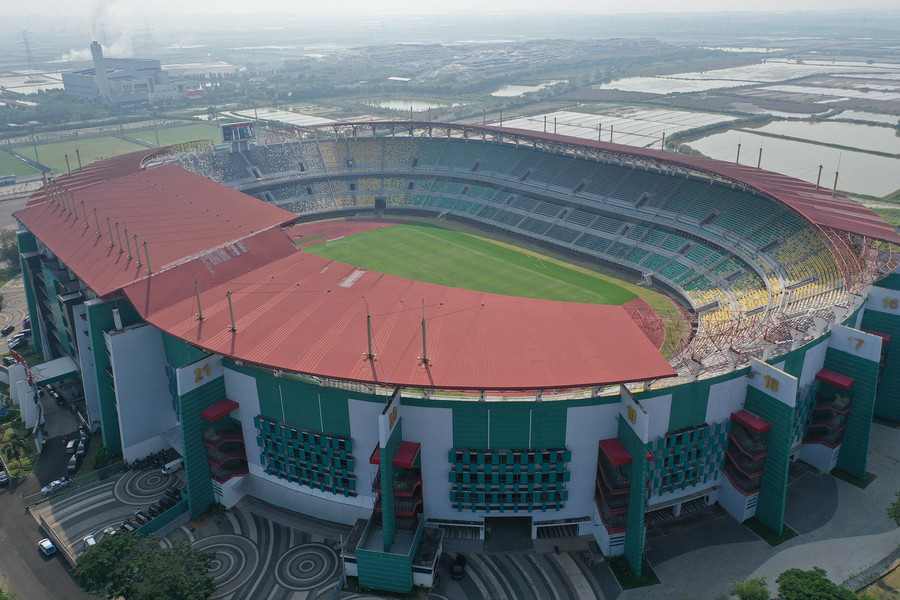
Gelora-Bung-Tomo-Stadion, Heimstätte von Persebaya Surabaya

- Hochschule für Wirtschaftswissenschaften (STIESIA, Sekolah Tinggi Ilmu Ekonomi Indonesia)
- Hochschule für Informationsmanagement & Computertechnik (STIKOM, Sekolah Tinggi Manajemen Informatika & Teknik Komputer)
- Christliche Petrusuniversität (Universitas Kristen Petra)

### Sportklubs
- Persebaya Surabaya (Fußball)
- Wismilak Cycling (Radsport)
- CLS Knights Indonesia (Basketball)
- Pacific Caesar Surabaya (Basketball)
- Louvre Surabaya (Basketball)

## Sonstiges
- Die Stadt ist nur durch eine schmale Wasserstraße von der Insel Madura getrennt. Das ethnische Gemisch der Stadt besteht aus indonesischen Chinesen, Javanern, Maduresen, Indonesiern arabischer Herkunft und Indonesiern anderer Inseln. Das in Surabaya gesprochene Javanisch wird von anderen Javanern (der größten ethnischen Gruppe Indonesiens) als besonders „kasar“, d. h. grob, empfunden.
- Surabaya war bis 2013 Standort der einzigen Synagoge Indonesiens.[9] Jetzt steht auf dem ehemaligen Gelände das Grand Dafam Hotel.
- In Surabaya liegt das Grab von Sunan Ampel, einem der islamischen Missionare Javas.
- Die in den Niederlanden sehr populäre Schauspielerin, Kleinkünstlerin und Sängerin Wieteke van Dort wurde 1943 in Surabaya geboren – zu einer Zeit, als die damalige Kolonie Niederländisch-Indien unter japanischer Besetzung stand – und lebte dort bis zu ihrer Emigration in die Niederlande mit 14 Jahren.
- Der Name Surabaya taucht in dem Stück Happy End (Stück mit Musik) von Elisabeth Hauptmann (Songs: Kurt Weill und Bertolt Brecht) in dem Lied „Surabaya-Johnny“ auf.
- Tanjung Perak, der Hafen von Surabaya, ist nach Tanjung Priok (Jakarta) der zweitwichtigste in Indonesien.
- Surabaya kommt im Musikstück „Roter Mond von Surabaya“ des Nockalm Quintetts vor, genauso in „Am weißen Strand von Soerabaya“ von Lolita.
- Die zwei größten Malls Indonesiens liegen beide in Surabaya, Pakuwon Mall und Tunjungan Plaza.[10]